# Love Finds Andy Hardy
Love Finds Andy Hardy ist eine US-amerikanische Familienkomödie aus dem Jahr 1938 unter Regie von George B. Seitz. Es ist der vierte von insgesamt 16 Spielfilmen, die zwischen 1937 und 1946 sowie nochmals 1958 mit der Figur Andy Hardy entstanden. Love Finds Andy Hardy war einer der kommerziell erfolgreichsten Filme des Jahres und half den Karrieren seiner jungen Darsteller Mickey Rooney, Judy Garland und Lana Turner. Als exemplarisches Werk der Andy-Hardy-Filmreihe wurde er 2000 in das National Film Registry als besonders erhaltenswerter Film aufgenommen.

## Handlung
In der Kleinstadt Carvel, Idaho: Wenige Wochen vor dem Weihnachtsfest leistet der Jugendliche Andy Hardy eine Anzahlung für einen Gebrauchtwagen. Seine Versuche, die Eltern davon zu überzeugen, ihm ein Auto zu kaufen, waren zuvor gescheitert. Andys Ziel ist es, seine Freundin Polly Benedict in einem eigenen Auto zum Weihnachtsball zu fahren. Wenig später erfährt er jedoch von Polly, dass sie mit ihrer Familie über die kommenden Wochen verreist und daher nicht mit ihm zum Weihnachtsball gehen kann. Andy verspricht Polly, allein zum Ball zu gehen.
Trotzdem muss Andy irgendwo acht Dollar für den Rest der Autozahlung auftreiben. Passenderweise bittet ihn sein Freund Beezy, der in den Weihnachtsurlaub fährt, sich während seiner Abwesenheit um seine Freundin Cynthia zu kümmern. Er solle sie „warmhalten“, damit sie nicht mit anderen Männern ausgehe. Als Lohn für diese Aufgabe handelt Andy mit Beezy die fehlenden acht Dollar plus Spesen aus. Beim gemeinsamen Ausgehen mit Cynthia stellt Andy jedoch fest, dass sie nur wenig gemeinsam haben. Wirklich harmonisch wird es zwischen ihnen nur beim Küssen – was sich rasch zur zentralen Beschäftigung ihrer Treffen entwickelt.
Nebenhandlungen des Filmes befassen sich mit dem Rest der Familie Hardy: Mrs. Hardy erfährt, dass ihre Mutter einen Schlaganfall erlitten hat, und reist mit ihrer Schwester Millie auf unbestimmte Zeit ab. In ihrer Abwesenheit versucht sich Tochter Marian als Hausfrau, jedoch nur mit mäßigem Erfolg. Unterdessen kommt Betsy Booth aus Chicago über die Weihnachtstage zu ihrer Großmutter in die direkte Nachbarschaft der Familie Hardy. Das gutherzige Mädchen, die wie ihre berühmte Mutter eine Sängerin werden möchte, freundet sich schnell mit Andy an. Doch während sie zaghafte Gefühle für Andy entwickelt, betrachtet er die ein paar Jahre jüngere Betsy praktisch als Kind.
Kurz vor Weihnachten erhält Andy ein Telegramm von Polly, in dem sie ihm mitteilt, dass sie doch zum Weihnachtsball kommen kann. Zu diesem ist er jedoch inzwischen mit Cynthia verabredet. Er lässt daher Polly mitteilen, er könne nicht mit ihr zum Ball gehen. Zudem trudelt ein Brief von Beezy ein, der schreibt, dass er inzwischen eine neue Freundin gefunden hat und Andy daher auch nicht die fehlenden acht Dollar für das Ausgehen mit Cynthia bezahlen wird.
Nun steckt Andy in einem Schlamassel und ihm bleibt nichts anderes übrig, als seinen Vater um Rat und Hilfe zu bitten. Dieser gibt ihm einen Vortrag über verantwortungsvolles Wirtschaften und Sparen. Richter Hardy hat selbst Sorgen, denn er möchte der immer noch abwesenden Mrs. Hardy eine Nachricht übermitteln, aber in ihrem Elternhaus gibt es kein Telefon, und Mrs. Hardy findet Telegramme beunruhigend. Andy kann dem abhelfen und bringt seinen Vater zu dem zwölfjährigen Amateurfunker Jimmy, dem es gelingt, via Funk eine Nachricht an Mrs. Hardy durchzustellen. Richter Hardy ist Andy für seine Mithilfe dankbar und bezahlt die letzten acht Dollar für Andys Auto.
Betsy hilft Andy, indem sie Cynthia vortäuscht, dass Andys Auto eine absolute Schrottkarre sei; daraufhin weigert sich Cynthia, mit Andy zum Weihnachtsball zu gehen. Nun scheint der Weg für Andy frei, wie ersehnt mit Polly zu dem Ball zu fahren. Doch diese hat von seiner Affäre mit Cynthia erfahren, ein anderes Date für den Ball und möchte nichts mehr von ihm wissen. An Heiligabend ist Andy völlig niedergeschlagen, weil er jetzt gar kein Date mehr für den Ball hat – aber als Betsy in einem glamourösen Abendkleid vorbeikommt, beschließt er spontan, sie zum Ball mitzunehmen. Auf dem Ball kennt jemand Betsys Talent als Sängerin und sie wird gebeten, etwas vorzusingen. Entgegen Andys Befürchtungen triumphiert Betsy beim Publikum und der Abend wird für sie, wie auch ihren Ausgehpartner Andy, zu einem vollen Erfolg.
Spät am Abend nach dem Tanz versammeln sich Betsy Booth und die Familie Hardy zu Hause um den Weihnachtsbaum, als Mrs. Hardy unerwartet nach Hause zurückkehrt – ihrer Mutter geht es besser. Am Weihnachtsmorgen taucht Polly bei Andy auf, nunmehr freundlich gesinnt. Zuvor hatte Betsy bei ihr ein gutes Wort für Andy eingelegt. Pollys Balldate Dennis entpuppt sich als ihr Cousin, der prompt mit Andys Schwester Marian zu flirten beginnt. Betsy bedankt sich bei Andy für den schönen Abend und geht. Polly und Andy versöhnen sich.

## Entstehungshintergrund

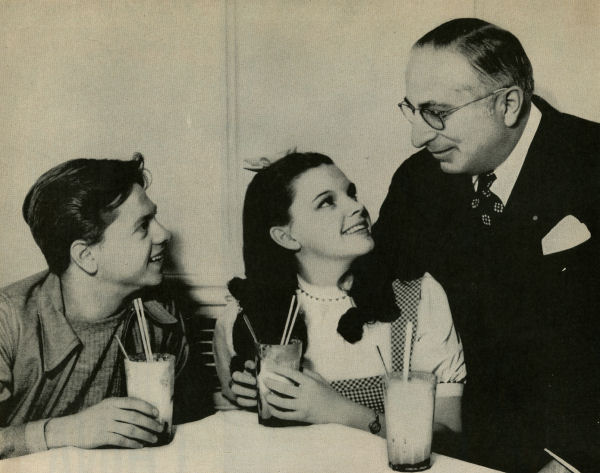
Studiochef Louis B. Mayer mit den bei ihm unter Studiovertrag stehenden Schauspielern Mickey Rooney und Judy Garland

Bei Love Finds Andy Hardy handelt es sich um den vierten Film der Andy-Hardy-Filmreihe und den ersten, der den Namen der Figur „Andy Hardy“ im Filmtitel führt (die vorherigen Filmtitel waren A Family Affair, You’re Only Young Once und Judge Hardy’s Children gewesen). War Mickey Rooneys Figur des Jugendlichen Andy Hardy in dem ersten Film noch eindeutig eine Nebenrolle gewesen, wurde sie spätestens mit diesem Film zum zentralen Charakter der Reihe.
Love Finds Andy Hardy war auch der erste gemeinsame Einsatz von Mickey Rooney und Judy Garland, die in den folgenden Jahren zu einem jugendlichen Leinwandpaar wurden und insgesamt zehn Filme zusammen drehten. Innerhalb der Andy-Hardy-Reihe trat Garland anschließend noch zweimal in der Rolle der Betsy Booth auf. Judy Garland trägt innerhalb des Films drei Lieder vor:
- In-Between, Text und Musik von Roger Edens. Er handelt von dem Dilemma ihrer Figur Betsy, von ihrem Alter zwischen Kindheit und Erwachsensein zu stehen.
- It Never Rains But What It Pours, Text und Musik von Mack Gordon und Harry Revel.
- Meet The Beat Of My Heart, Text und Musik von Mack Gordon und Harry Revel.

Love Finds Andy Hardy war der zweite von zwei Filmen, in dem die Figur der Tante Millie von Betty Ross Clarke dargestellt wurde, in allen anderen Filmen verkörpert stattdessen Sara Haden diese Rolle. Zu den weiteren an dem Film beteiligten Personen (neben den bereits in der Infobox genannten) zählen u. a. der Maskenbildner Jack Dawn, der Tonmeister Douglas Shearer, die Kostümbildnerin Jeanne Beakhurst, sowie die Szenenbildner Cedric Gibbons, Stan Rogers und Edwin B. Willis. Im Abspann ungenannt arbeitete der Ex-Stummfilmstar Buster Keaton als Gagautor mit und half beispielsweise Lana Turner in einer Szene, wie sie auf möglichst lustige Weise Kaffee über Mickey Rooney schütten könnte.
Die Dreharbeiten fanden von Mai bis Juni 1938 statt. Bereits einen Monat nach Drehschluss, am 22. Juli 1938, feierte der Film seine Premiere. Es war zur damaligen Zeit nicht unüblich, Filme mit Weihnachtsthematik wie Love Finds Andy Hardy auch fernab der Weihnachtszeit in die Kinos zu bringen.
Im größeren Rahmen betrachtet setzte sich die Andy-Hardy-Reihe bei Metro-Goldwyn-Mayer durch, nachdem der leitende Produzent Irving Thalberg 1937 verstorben war und Produktionschef Louis B. Mayer der unumstrittene Leiter des Studios wurde. Hatte Thalberg eher anspruchsvolle Filme bevorzugt, schätzte Mayer vor allem „sensible, formelhafte Unterhaltung“ wie die Reihe über die Familie Hardy. Die unter Mayer entstandenen Filme hielten oftmals als ‚traditionell amerikanisch‘ verstandene Werte wie Familie, Religiosität, Gemeinschaftssinn, Selbstverantwortung und Patriotismus hoch. Budd Schulberg schrieb über Mayer im Jahr 1998, als Time ihn in ihre Auswahl der 100 wichtigsten Personen des 20. Jahrhunderts aufnahm: „Mayer definierte die amerikanische Gesellschaft nach seinen eigenen Vorstellungen.“ Mayers Biograf Scott Eyman hielt fest, dass Mayers Definition von Amerika sich auf das Kinopublikum übertrug: „Mayers Sicht auf Amerika wurde zu Amerikas Sicht auf sich selbst.“ Mayers Haltung in dieser Richtung zeigte sich auch, wenn Mickey Rooney, „ein frühreifer Frauenheld und Partygänger“, in Probleme geriet. Dann soll Mayer ihn lautstark angeschrien haben: „Du bist Andy Hardy! Du bist die Vereinigten Staaten! Du bist Stars and Stripes! Du bist ein Symbol! Benimm dich!“.

## Rezeption

### Publikumserfolg
Mit Produktionskosten von knapp über 200.000 US-Dollar war Love Finds Andy Hardy nach Hollywoods Maßstäben ein B-Film, wenngleich Studiochef Louis B. Mayer diese Bezeichnung für Produktionen von MGM grundsätzlich ablehnte. Jedoch stellte MGM fest, dass Love Finds Andy Hardy an den Kinokassen erfolgreicher als die meisten A-Produktionen war. So lag er in der Liste der erfolgreichsten amerikanischen Filme des Jahres 1938 auf Platz 9 und erzielte bei Einnahmen von über 2,2 Millionen US-Dollar einen Profit von rund 1,345 Millionen US-Dollar. Es war damit der wohl erfolgreichste Film der ohnehin sehr rentablen Filmreihe.
Überraschungserfolge von günstig produzierten Filmen waren in Hollywood bis dahin eher selten gewesen, und sie führten dazu, dass sich MGM in den folgenden Jahren verstärkt wenig kostenaufwendigen, aber profitablen Filmreihen wie „Andy Hardy“ oder „Dr. Kildare“ zuwandte. Hauptdarsteller Mickey Rooney zählte danach für einige Jahre zu den umsatzstärksten Hollywood-Stars und kann auch laut The Hollywood Reporter als das erste große „Teenager-Idol“ der Filmgeschichte gelten. Obgleich Jugendliche einen substanziellen Teil des Kinopublikums ausmachten, hatten diese im Medium Film über lange Jahre nur selten im Mittelpunkt der Filmhandlungen gestanden. Die Erfolge von Rooney, Garland oder auch Deanna Durbin führten dazu, dass Hollywood verstärkt auf das Drehen von Filmen über Jungendliche für ebenjene Zielgruppe setzte.

### Auszeichnungen
Im Oktober 1938 wurden der Film Love Finds Andy Hardy wie auch sein Hauptdarsteller Rooney mit zwei Photoplay Awards ausgezeichnet. Diese vergab das Filmmagazin Photoplay nach einer Abstimmung unter Lesern des Magazins. Im Laufe der Andy-Hardy-Filmreihe erhielt Rooney 1939 den Juvenile Award, einem Spezial-Oscar für junge Schauspieler, und Metro-Goldwyn-Mayer als Studio wurde schließlich 1943 mit einem Ehrenoscar für ihre ganze Filmreihe ausgezeichnet. Im Jahr 2000 erfolgte die Aufnahme von Love Finds Andy Hardy in das amerikanische National Film Registry der Library of Congress als „geschichtlich, kulturell oder ästhetisch bedeutsamer Film“.

### Kritiken
Die Kritiken waren überwiegend freundlich und auch in der Retrospektive wird Love Finds Andy Hardy allgemein zu den starken Beiträgen der Filmreihe gezählt. Frank S. Nugent sprach 1938 in der The New York Times von einer „gelungenen kleinen Komödie“, die „freundliche, liebenswerte Unterhaltung“ sei. Einige der Situationen seien aus den vorherigen Andy-Hardy-Filmen altbekannt. Besonderes Lob hat Nugent für Mickey Rooney: „Mickeys Andy auf der Leinwand zu sehen, ist fast so gut wie Mark Twain und Booth Tarkington zu lesen; er ist die perfekte Mischung aus jedermanns kleinem Bruder.“
Pauline Kael schrieb Jahrzehnte später: „Äußerst unterhaltsam. Der vierte und vielleicht charmanteste Film der Andy-Hardy-Reihe, Louis B. Mayers Fantasievorstellung vom Mittleren Westen Amerikas.“ Die Seite Three Movie Buffs wies darauf hin, dass die Andy-Hardy-Reihe rückblickend als wohl erste Familien-Sitcom gesehen werden könnte, zumal die ersten acht Hardy-Filme innerhalb von nur zwei Jahren auf die Kinoleinwand gekommen seien. Zudem schreibt die Seite: „Vielleicht war das Kleinstadtleben in Amerika nie so ideal und vielleicht ist niemand in einer so perfekten Familie aufgewachsen, aber dank Andy Hardy und seinen Freunden können wir uns immer daran erinnern, wie es gewesen sein könnte.“
Charlie Achuff schrieb anlässlich der Aufnahme des Filmes in das National Film Registry über Love Finds Andy Hardy, dieser Film habe alle kommerziellen Erwartungen übertroffen und sei „zu einem kulturellen Bezugspunkt für kleinstädtische Unschuld“ geworden. Die idyllische Darstellung des Kleinstadt-Amerikas würde noch „Jahrzehnte später räsonieren.“ Der Film sei zwar unterhaltsam, „aber an sich nicht unbedingt etwas Spektakuläres. Dennoch nimmt der Film aus mehreren Gründen einen prominenten Platz in der Filmgeschichte ein: Er spielte eine beträchtliche Summe ein, sein Fokus auf junge Stars in einem familienfreundlichen Musical markierte einen neuen Filmstil, den MGM gezielt ausbauen konnte, und – vielleicht am wichtigsten – er bot ein Abbild des kleinstädtischen Amerika, wie das Land es sich gewünscht hätte.“ Achuff wies auch darauf hin, dass die „naive und isolierte“ Filmwelt von Andy Hardy in den schweren Zeiten der Weltwirtschaftskrise offenbar die Zuschauer angesprochen hätte: „Für die Filmwelt und für Amerika steht ‚Love Finds Andy Hardy‘ für eine verlorene Unschuld und eine unkomplizierte Lebensweise, die nie wieder zurückkehren sollte.“